# John Condit
John Condit (8 de Julho de 1755, Orange - 4 de Maio de 1834, Orange), foi um Representante e um Senador norte-americano de Nova Jérsei e pai do Representante dos Estados Unidos Silas Condit.
Condit nasceu em Orange, Nova Jérsei e depois, frequentando escolas públicas, ele estudou medicina. Condit passou a servir como um cirurgião na Guerra Revolucionária Americana. Ele se tornou um dos fundadores e um administrador da Academia Orange em 1785. Condit foi um membro da Assembleia Geral de Nova Jérsei de 1788 a 1789. Em seguida, foi eleito como um democrata-republicano para os Sexto e Sétimo Congressos (4 de março de 1799 a 3 de março de 1803). Em seguida, foi nomeado como um Democrático Republicano para o Senado dos Estados Unidos para preencher a vaga no prazo, começando em 4 de Março de 1803, provocada pela incapacidade do legislador de optar, posteriormente eleito e servindo de 1 de Setembro de 1803, a 3 de Março de 1809; novamente nomeado para o Senado dos Estados Unidos para preencher a vaga provocada pela demissão de Aaron Kitchell; posteriormente eleito e servido a partir de 21 de março de 1809, a 3 de março de 1817, eleito para o XVI Congresso e serviu a partir de 4 de Março de 1819 a 4 de novembro de 1819, quando ele se demitiu para aceitar uma posição de Tesoureiro; nomeado assistente coletor do porto de Nova Iorque (1819-1830); morreu na cidade de Orange, Nova Jérsei em 4 de maio de 1834, e foi enterrado no Antigo Cemitério, Orange, Nova Jérsei, Condado de Essex, Nova Jérsei.